# Eddie Cibrian
Edward Carl Cibrian, dit Eddie Cibrian, est un acteur américain né à Burbank le 16 juin 1973.
Il est surtout connu pour avoir interprété le rôle Cole Deschanel dans le feuilleton Sunset Beach (1997-1999) et celui de Jimmy Doherty dans la série New York 911 (1999-2005).

## Biographie

### Vie personnelle
Il est le fils unique d'Hortensia et Carl Cibrian. Il est d'origine cubaine et arménienne.
En mai 2001, il épouse Brandi Glanville avec qui il a deux enfants (Mason et Jake). Le couple s'est séparé en juillet 2009 après les nombreuses infidélités de l'acteur. Il divorce le 24 août 2009.
Il est en couple officiellement depuis avril 2010 avec la chanteuse de country LeAnn Rimes et l'épouse le 22 avril 2011.
Entre 1998 et 2001, il est l'un des membres du boys band 3Deep aux côtés de Joshua Morrow et CJ Huyer (en).

### Carrière
Il obtient son premier rôle dans un épisode de la série Sauvés par le gong : Les Années lycée. Il joue ensuite dans les deux uniques saisons de la série Un privé à Malibu. Après une apparition dans Beverly Hills 90210, Aaron Spelling l'engage l'année suivante pour remplacer Ashley Hamilton dans le rôle de Cole Deschanel dans le feuilleton Sunset Beach.
Mais c'est le rôle de Jimmy Doherty dans la série New York 911 qui le fera connaître aux téléspectateurs. Néanmoins, il quitte la série après 5 saisons pour jouer le rôle de Russell Varon dans la série Invasion. Mais le succès n'est pas au rendez-vous et il retourne alors faire une dernière apparition dans New York 911. L'acteur enchaîne alors les échecs consécutifs avec Invasion, Tilt et Vanished mais aussi les pilotes non-retenues comme The Street Lawyer, Football Wives et Washington Field.
Il joue dans les films Trop, c'est trop !, La Crypte et Les Liens sacrés (Not Easily Broken) sans grand succès. Il joue dans les téléfilms Mystère au Grand Nord, Les Lumières de l'Aurore, L'Homme aux miracles et Partitions amoureuses. Il est invité dans un grand nombre de séries telles que Samantha qui ?, Dirty Sexy Money, Ugly Betty, Esprits criminels et Starter Wife.
Il obtient ensuite un rôle dans la 8e saison des Experts : Miami. Après un bref passage dans la série Chase, il est le héros de la série The Playboy Club mais cette dernière est annulée peu de temps après. Depuis, il a joué dans plusieurs productions de Tyler Perry : un rôle récurrent dans la sitcom For Better or Worse ainsi que des rôles secondaires dans les films Food Deeds, The Best Man Holiday et The Single Moms Club.
En 2014, la chaîne VH1 diffuse une émission de télé-réalité sobrement intitulée LeAnn & Eddie suivant le quotidien de son couple avec LeAnn Rimes ainsi que de leurs vies professionnelles. L'année suivante, l'acteur rejoint la distribution de la sitcom Baby Daddy dans le rôle récurrent de Ross, le nouveau patron de Riley. 
En 2016, Eddie Cibrian décroche un rôle régulier dans la deuxième saison de la série policière Rosewood, à la suite du désistement de Brian Austin Green. Il interprète Ryan Slade, le nouveau capitaine de police. À la suite de l'annulation de la série, l'acteur rebondit dans une autre série policière et obtient le premier rôle masculin de Take Two, enquêtes en duo, aux côtés de Rachel Bilson. Cependant, la chaine ne commandera pas de seconde saison.
En 2021, l'acteur retourne vers la comédie et partage l'affiche de la sitcom La Country-Sitter avec Katharine McPhee. La plateforme Netflix annule la série au terme de l'unique et première saison.

## Filmographie

### Cinéma
- 1998 : D'une vie à l'autre (Living Out Loud) : Le masseur
- 1999 : But I'm a Cheerleader : Rock Brown
- 2001 : Trop, c'est trop ! (Say It Isn't So) : Jack Michelson
- 2005 : La Crypte (The Cave) : Tyler McAllister
- 2009 : Les Liens sacrés (Not Easily Broken) : Brock Houseman
- 2012 : Good Deeds : John
- 2013 : Le Mariage de l'année, 10 ans après (The Best Man Holiday) : Brian McDaniels
- 2014 : Le club des mères célibataires (The Single Moms Club) : Santos

### Téléfilms
- 1998 : Sunset Beach: Shockwave : Cole Deschanel
- 1998 : La Colère du tueur (Logan's War: Bound by Honor) : Logan Fallon
- 2000 : Au commencement... (In the Beginning) : Joseph
- 2009 : Mystère au Grand Nord (Northern Lights) : Nate Burns
- 2010 : L'Homme aux miracles (Healing Hands) : Buddy Hoyt
- 2013 : Partitions amoureuses (Playing Father) : Clay Allen
- 2022 : Fallen Angels Murder Club: Friends to Die For : Avery Mitchell
- 2022 : Un Mystère à Noël (A Christmas Mystery) : Shérif Grant Pierce

### Séries télévisées
- 1993 : Sauvés par le gong : Les Années lycée (Saved by the Bell: The College Years) : Janitor (saison 1, épisode 8)
- 1994-1996: Les Feux de l'Amour (The Young & The Restless) : Matt Clark
- 1996 : Beverly Hills 90210 : Casey Watkins (saison 7, épisode 2)
- 1996 : Sabrina, l'apprentie sorcière (Sabrina, the Teenage Witch) : Darryl (saison 1, épisodes 3 et 6)
- 1996-1997 : Un privé à Malibu (Baywatch Night) : Griff Walker (rôle principal - saisons 1 et 2, 19 épisodes)
- 1997-1999 : Sunset Beach : Cole Deschanel / Cole St. John  (rôle principal - 497 épisodes)
- 1999-2005 : New York 911 (Third Watch) : James « Jimmy » Doherty (rôle principal - saisons 1 à 5, 100 épisodes / invité, saison 6, épisode 22)
- 2005 : Tilt (en) : Edward « Eddie » Towne (rôle principal - 9 épisodes)
- 2005-2006 : Invasion : Russell Varon (rôle principal - 22 épisodes)
- 2006 : Vanished : Agent Daniel Lucas (rôle principal - 7 épisodes)
- 2007 : Esprits criminels (Criminal Minds) : Joe Smith (saison 3, épisode 2)
- 2007 : Dirty Sexy Money : Sébastien Fleet (saison 1, épisode 6)
- 2007 : Samantha qui ? (Samantha Who?) : Kevin Eisling (saison 1, épisodes 7 et 9)
- 2008 : Ugly Betty : Coach Tony Diaz (rôle récurrent - 7 épisodes)
- 2008 : Starter Wife : Détective Eddie LaRoche (saison 1, épisodes 8 à 10)
- 2009-2010 : Les Experts : Miami (CSI : Miami) : Jesse Cardoza (rôle principal - saison 8, 24 épisodes / invité, saison 9, épisode 1)
- 2010-2011 : Chase : Ben Crowley (saison 1, épisodes 5, 6 et 17)
- 2011 : The Playboy Club :	Nick Dalton (rôle principal - 7 épisodes)
- 2012 : Rizzoli & Isles: Autopsie d'un meurtre (Rizzoli and Isles) : Dennis Rockmond (saison 3, épisodes 3 et 10)
- 2012 : For Better or Worse : Chris (saison 2, épisodes 31 à 35)
- 2012-2013 : Hot in Cleveland : Sean (saison 4, épisodes 5, 6 et 16)
- 2015-2016 : Baby Daddy : Ross Goodman (saisons 4 et 5 - 5 épisodes)
- 2016 - 2017 : Rosewood : Capitaine Ryan Slade (rôle principal - saison 2, 22 épisodes)
- 2018 : Take Two, enquêtes en duo (Take Two) : Eddie Valetik (rôle principal - 13 épisodes)
- 2021 : La Country-Sitter (Country Comfort) : Beau Haywood (rôle principal - 10 épisodes)
- 2022 - 2023 : Home Economics : Santiago (saison 3, épisodes 9, 11 et 12)

### Pilotes
- 2003 : The Street Lawyer : Michael Brock
- 2007 : Football Wives : Jason Austin
- 2009 : Washington Field : Tommy Diaz
- 2015 : Untitled Monica Potter Comedy Pilot : Jason[12]

### Émission de télé-réalité
- 2014 : LeAnn & Eddie (8 épisodes, VH1, avec LeAnn Rimes)

## Voix françaises
En France, Eddie Cibrian est généralement doublé par Alexis Victor,.